# Charles Rivett-Carnac
Charles Rivett-Carnac (Brahmapur, 18 de fevereiro de 1853 — Santo Helério, 9 de setembro de 1935) foi um velejador britânico, campeão olímpico. Ele competiu nos Jogos Olímpicos de Verão de 1908 na classe 7 Metre e conquistou a medalha de ouro na disputa a bordo do Heroine III com Norman Bingley, Richard Dixon e Frances Rivett-Carnac.
A família de Rivett-Carnac morava na Índia, para onde ele voltou após terminar os estudos na Inglaterra e começou a trabalhar no Indian Civil Service. Ele saiu em 1897 e foi nomeado Contador Geral na Birmânia. Um ano depois, ele se tornou consultor financeiro do governo siamês por sete anos e voltou para a Inglaterra em 1905 como seu representante. Sua primeira esposa morreu no mesmo ano e mais tarde ele se casou com Frances Rivett-Carnac.